# 1583
Portal Geschichte | Portal Biografien | Aktuelle Ereignisse | Jahreskalender | Tagesartikel

◄ |
15. Jahrhundert |
16. Jahrhundert
| 17. Jahrhundert | ►

◄ |
1550er |
1560er |
1570er |
1580er
| 1590er | 1600er | 1610er | ►

◄◄ |
◄ |
1579 |
1580 |
1581 |
1582 |
1583
| 1584 | 1585 | 1586 | 1587 | ► | ►►
Staatsoberhäupter  · Nekrolog   · Musikjahr
| Januar | Januar | Januar | Januar | Januar | Januar | Januar | Januar |
| Kw     | Mo     | Di     | Mi     | Do     | Fr     | Sa     | So     |
| ------ | ------ | ------ | ------ | ------ | ------ | ------ | ------ |
| 52     |        |        |        |        |        | 1      | 2      |
| 1      | 3      | 4      | 5      | 6      | 7      | 8      | 9      |
| 2      | 10     | 11     | 12     | 13     | 14     | 15     | 16     |
| 3      | 17     | 18     | 19     | 20     | 21     | 22     | 23     |
| 4      | 24     | 25     | 26     | 27     | 28     | 29     | 30     |
| 5      | 31     |        |        |        |        |        |        |

| Februar | Februar | Februar | Februar | Februar | Februar | Februar | Februar |
| Kw      | Mo      | Di      | Mi      | Do      | Fr      | Sa      | So      |
| ------- | ------- | ------- | ------- | ------- | ------- | ------- | ------- |
| 5       |         | 1       | 2       | 3       | 4       | 5       | 6       |
| 6       | 7       | 8       | 9       | 10      | 11      | 12      | 13      |
| 7       | 14      | 15      | 16      | 17      | 18      | 19      | 20      |
| 8       | 21      | 22      | 23      | 24      | 25      | 26      | 27      |
| 9       | 28      |         |         |         |         |         |         |

| März | März | März | März | März | März | März | März |
| Kw   | Mo   | Di   | Mi   | Do   | Fr   | Sa   | So   |
| ---- | ---- | ---- | ---- | ---- | ---- | ---- | ---- |
| 9    |      | 1    | 2    | 3    | 4    | 5    | 6    |
| 10   | 7    | 8    | 9    | 10   | 11   | 12   | 13   |
| 11   | 14   | 15   | 16   | 17   | 18   | 19   | 20   |
| 12   | 21   | 22   | 23   | 24   | 25   | 26   | 27   |
| 13   | 28   | 29   | 30   | 31   |      |      |      |

| April | April | April | April | April | April | April | April |
| Kw    | Mo    | Di    | Mi    | Do    | Fr    | Sa    | So    |
| ----- | ----- | ----- | ----- | ----- | ----- | ----- | ----- |
| 13    |       |       |       |       | 1     | 2     | 3     |
| 14    | 4     | 5     | 6     | 7     | 8     | 9     | 10    |
| 15    | 11    | 12    | 13    | 14    | 15    | 16    | 17    |
| 16    | 18    | 19    | 20    | 21    | 22    | 23    | 24    |
| 17    | 25    | 26    | 27    | 28    | 29    | 30    |       |

| Mai | Mai | Mai | Mai | Mai | Mai | Mai | Mai |
| Kw  | Mo  | Di  | Mi  | Do  | Fr  | Sa  | So  |
| --- | --- | --- | --- | --- | --- | --- | --- |
| 17  |     |     |     |     |     |     | 1   |
| 18  | 2   | 3   | 4   | 5   | 6   | 7   | 8   |
| 19  | 9   | 10  | 11  | 12  | 13  | 14  | 15  |
| 20  | 16  | 17  | 18  | 19  | 20  | 21  | 22  |
| 21  | 23  | 24  | 25  | 26  | 27  | 28  | 29  |
| 22  | 30  | 31  |     |     |     |     |     |

| Juni | Juni | Juni | Juni | Juni | Juni | Juni | Juni |
| Kw   | Mo   | Di   | Mi   | Do   | Fr   | Sa   | So   |
| ---- | ---- | ---- | ---- | ---- | ---- | ---- | ---- |
| 22   |      |      | 1    | 2    | 3    | 4    | 5    |
| 23   | 6    | 7    | 8    | 9    | 10   | 11   | 12   |
| 24   | 13   | 14   | 15   | 16   | 17   | 18   | 19   |
| 25   | 20   | 21   | 22   | 23   | 24   | 25   | 26   |
| 26   | 27   | 28   | 29   | 30   |      |      |      |

| Juli | Juli | Juli | Juli | Juli | Juli | Juli | Juli |
| Kw   | Mo   | Di   | Mi   | Do   | Fr   | Sa   | So   |
| ---- | ---- | ---- | ---- | ---- | ---- | ---- | ---- |
| 26   |      |      |      |      | 1    | 2    | 3    |
| 27   | 4    | 5    | 6    | 7    | 8    | 9    | 10   |
| 28   | 11   | 12   | 13   | 14   | 15   | 16   | 17   |
| 29   | 18   | 19   | 20   | 21   | 22   | 23   | 24   |
| 30   | 25   | 26   | 27   | 28   | 29   | 30   | 31   |

| August | August | August | August | August | August | August | August |
| Kw     | Mo     | Di     | Mi     | Do     | Fr     | Sa     | So     |
| ------ | ------ | ------ | ------ | ------ | ------ | ------ | ------ |
| 31     | 1      | 2      | 3      | 4      | 5      | 6      | 7      |
| 32     | 8      | 9      | 10     | 11     | 12     | 13     | 14     |
| 33     | 15     | 16     | 17     | 18     | 19     | 20     | 21     |
| 34     | 22     | 23     | 24     | 25     | 26     | 27     | 28     |
| 35     | 29     | 30     | 31     |        |        |        |        |

| September | September | September | September | September | September | September | September |
| Kw        | Mo        | Di        | Mi        | Do        | Fr        | Sa        | So        |
| --------- | --------- | --------- | --------- | --------- | --------- | --------- | --------- |
| 35        |           |           |           | 1         | 2         | 3         | 4         |
| 36        | 5         | 6         | 7         | 8         | 9         | 10        | 11        |
| 37        | 12        | 13        | 14        | 15        | 16        | 17        | 18        |
| 38        | 19        | 20        | 21        | 22        | 23        | 24        | 25        |
| 39        | 26        | 27        | 28        | 29        | 30        |           |           |

| Oktober | Oktober | Oktober | Oktober | Oktober | Oktober | Oktober | Oktober |
| Kw      | Mo      | Di      | Mi      | Do      | Fr      | Sa      | So      |
| ------- | ------- | ------- | ------- | ------- | ------- | ------- | ------- |
| 39      |         |         |         |         |         | 1       | 2       |
| 40      | 3       | 4       | 5       | 6       | 7       | 8       | 9       |
| 41      | 10      | 11      | 12      | 13      | 14      | 15      | 16      |
| 42      | 17      | 18      | 19      | 20      | 21      | 22      | 23      |
| 43      | 24      | 25      | 26      | 27      | 28      | 29      | 30      |
| 44      | 31      |         |         |         |         |         |         |

| November | November | November | November | November | November | November | November |
| Kw       | Mo       | Di       | Mi       | Do       | Fr       | Sa       | So       |
| -------- | -------- | -------- | -------- | -------- | -------- | -------- | -------- |
| 44       |          | 1        | 2        | 3        | 4        | 5        | 6        |
| 45       | 7        | 8        | 9        | 10       | 11       | 12       | 13       |
| 46       | 14       | 15       | 16       | 17       | 18       | 19       | 20       |
| 47       | 21       | 22       | 23       | 24       | 25       | 26       | 27       |
| 48       | 28       | 29       | 30       |          |          |          |          |

| Dezember | Dezember | Dezember | Dezember | Dezember | Dezember | Dezember | Dezember |
| Kw       | Mo       | Di       | Mi       | Do       | Fr       | Sa       | So       |
| -------- | -------- | -------- | -------- | -------- | -------- | -------- | -------- |
| 48       |          |          |          | 1        | 2        | 3        | 4        |
| 49       | 5        | 6        | 7        | 8        | 9        | 10       | 11       |
| 50       | 12       | 13       | 14       | 15       | 16       | 17       | 18       |
| 51       | 19       | 20       | 21       | 22       | 23       | 24       | 25       |
| 52       | 26       | 27       | 28       | 29       | 30       | 31       |          |

| Januar | Januar | Januar | Januar | Januar | Januar | Januar | Januar |
| Kw     | Mo     | Di     | Mi     | Do     | Fr     | Sa     | So     |
| ------ | ------ | ------ | ------ | ------ | ------ | ------ | ------ |
| 52     |        |        |        |        |        | 1      | 2      |
| 1      | 3      | 4      | 5      | 6      | 7      | 8      | 9      |
| 2      | 10     | 11     | 12     | 13     | 14     | 15     | 16     |
| 3      | 17     | 18     | 19     | 20     | 21     | 22     | 23     |
| 4      | 24     | 25     | 26     | 27     | 28     | 29     | 30     |
| 5      | 31     |        |        |        |        |        |        |

| Februar | Februar | Februar | Februar | Februar | Februar | Februar | Februar |
| Kw      | Mo      | Di      | Mi      | Do      | Fr      | Sa      | So      |
| ------- | ------- | ------- | ------- | ------- | ------- | ------- | ------- |
| 5       |         | 1       | 2       | 3       | 4       | 5       | 6       |
| 6       | 7       | 8       | 9       | 10      | 11      | 12      | 13      |
| 7       | 14      | 15      | 16      | 17      | 18      | 19      | 20      |
| 8       | 21      | 22      | 23      | 24      | 25      | 26      | 27      |
| 9       | 28      |         |         |         |         |         |         |

| März | März | März | März | März | März | März | März |
| Kw   | Mo   | Di   | Mi   | Do   | Fr   | Sa   | So   |
| ---- | ---- | ---- | ---- | ---- | ---- | ---- | ---- |
| 9    |      | 1    | 2    | 3    | 4    | 5    | 6    |
| 10   | 7    | 8    | 9    | 10   | 11   | 12   | 13   |
| 11   | 14   | 15   | 16   | 17   | 18   | 19   | 20   |
| 12   | 21   | 22   | 23   | 24   | 25   | 26   | 27   |
| 13   | 28   | 29   | 30   | 31   |      |      |      |

| April | April | April | April | April | April | April | April |
| Kw    | Mo    | Di    | Mi    | Do    | Fr    | Sa    | So    |
| ----- | ----- | ----- | ----- | ----- | ----- | ----- | ----- |
| 13    |       |       |       |       | 1     | 2     | 3     |
| 14    | 4     | 5     | 6     | 7     | 8     | 9     | 10    |
| 15    | 11    | 12    | 13    | 14    | 15    | 16    | 17    |
| 16    | 18    | 19    | 20    | 21    | 22    | 23    | 24    |
| 17    | 25    | 26    | 27    | 28    | 29    | 30    |       |

| Mai | Mai | Mai | Mai | Mai | Mai | Mai | Mai |
| Kw  | Mo  | Di  | Mi  | Do  | Fr  | Sa  | So  |
| --- | --- | --- | --- | --- | --- | --- | --- |
| 17  |     |     |     |     |     |     | 1   |
| 18  | 2   | 3   | 4   | 5   | 6   | 7   | 8   |
| 19  | 9   | 10  | 11  | 12  | 13  | 14  | 15  |
| 20  | 16  | 17  | 18  | 19  | 20  | 21  | 22  |
| 21  | 23  | 24  | 25  | 26  | 27  | 28  | 29  |
| 22  | 30  | 31  |     |     |     |     |     |

| Juni | Juni | Juni | Juni | Juni | Juni | Juni | Juni |
| Kw   | Mo   | Di   | Mi   | Do   | Fr   | Sa   | So   |
| ---- | ---- | ---- | ---- | ---- | ---- | ---- | ---- |
| 22   |      |      | 1    | 2    | 3    | 4    | 5    |
| 23   | 6    | 7    | 8    | 9    | 10   | 11   | 12   |
| 24   | 13   | 14   | 15   | 16   | 17   | 18   | 19   |
| 25   | 20   | 21   | 22   | 23   | 24   | 25   | 26   |
| 26   | 27   | 28   | 29   | 30   |      |      |      |

| Juli | Juli | Juli | Juli | Juli | Juli | Juli | Juli |
| Kw   | Mo   | Di   | Mi   | Do   | Fr   | Sa   | So   |
| ---- | ---- | ---- | ---- | ---- | ---- | ---- | ---- |
| 26   |      |      |      |      | 1    | 2    | 3    |
| 27   | 4    | 5    | 6    | 7    | 8    | 9    | 10   |
| 28   | 11   | 12   | 13   | 14   | 15   | 16   | 17   |
| 29   | 18   | 19   | 20   | 21   | 22   | 23   | 24   |
| 30   | 25   | 26   | 27   | 28   | 29   | 30   | 31   |

| August | August | August | August | August | August | August | August |
| Kw     | Mo     | Di     | Mi     | Do     | Fr     | Sa     | So     |
| ------ | ------ | ------ | ------ | ------ | ------ | ------ | ------ |
| 31     | 1      | 2      | 3      | 4      | 5      | 6      | 7      |
| 32     | 8      | 9      | 10     | 11     | 12     | 13     | 14     |
| 33     | 15     | 16     | 17     | 18     | 19     | 20     | 21     |
| 34     | 22     | 23     | 24     | 25     | 26     | 27     | 28     |
| 35     | 29     | 30     | 31     |        |        |        |        |

| September | September | September | September | September | September | September | September |
| Kw        | Mo        | Di        | Mi        | Do        | Fr        | Sa        | So        |
| --------- | --------- | --------- | --------- | --------- | --------- | --------- | --------- |
| 35        |           |           |           | 1         | 2         | 3         | 4         |
| 36        | 5         | 6         | 7         | 8         | 9         | 10        | 11        |
| 37        | 12        | 13        | 14        | 15        | 16        | 17        | 18        |
| 38        | 19        | 20        | 21        | 22        | 23        | 24        | 25        |
| 39        | 26        | 27        | 28        | 29        | 30        |           |           |

| Oktober | Oktober | Oktober | Oktober | Oktober | Oktober | Oktober | Oktober |
| Kw      | Mo      | Di      | Mi      | Do      | Fr      | Sa      | So      |
| ------- | ------- | ------- | ------- | ------- | ------- | ------- | ------- |
| 39      |         |         |         |         |         | 1       | 2       |
| 40      | 3       | 4       | 5       | 6       | 7       | 8       | 9       |
| 41      | 10      | 11      | 12      | 13      | 14      | 15      | 16      |
| 42      | 17      | 18      | 19      | 20      | 21      | 22      | 23      |
| 43      | 24      | 25      | 26      | 27      | 28      | 29      | 30      |
| 44      | 31      |         |         |         |         |         |         |

| November | November | November | November | November | November | November | November |
| Kw       | Mo       | Di       | Mi       | Do       | Fr       | Sa       | So       |
| -------- | -------- | -------- | -------- | -------- | -------- | -------- | -------- |
| 44       |          | 1        | 2        | 3        | 4        | 5        | 6        |
| 45       | 7        | 8        | 9        | 10       | 11       | 12       | 13       |
| 46       | 14       | 15       | 16       | 17       | 18       | 19       | 20       |
| 47       | 21       | 22       | 23       | 24       | 25       | 26       | 27       |
| 48       | 28       | 29       | 30       |          |          |          |          |

| Dezember | Dezember | Dezember | Dezember | Dezember | Dezember | Dezember | Dezember |
| Kw       | Mo       | Di       | Mi       | Do       | Fr       | Sa       | So       |
| -------- | -------- | -------- | -------- | -------- | -------- | -------- | -------- |
| 48       |          |          |          | 1        | 2        | 3        | 4        |
| 49       | 5        | 6        | 7        | 8        | 9        | 10       | 11       |
| 50       | 12       | 13       | 14       | 15       | 16       | 17       | 18       |
| 51       | 19       | 20       | 21       | 22       | 23       | 24       | 25       |
| 52       | 26       | 27       | 28       | 29       | 30       | 31       |          |

## Ereignisse

### Politik und Weltgeschehen

#### Truchsessischer Krieg
- 2. Februar: In Bonn heiratet der zum evangelischen Glauben übergetretene Kurfürst und Kölner Erzbischof Gebhard I. von Waldburg die Gräfin Agnes von Mansfeld-Eisleben. Der Eheschluss löst den Truchsessischen Krieg aus und bewirkt umgehend die Exkommunikation des Erzbischofs.
- Bayerisch-spanische Truppen belagern im Truchsessischen Krieg die Godesburg bei Bonn.
- 17. Dezember: Im Truchsessischen Krieg erobern Söldner des neuen Kurfürsten Ernst von Bayern die Godesburg, die von einer Streitmacht seines Vorgängers Gebhard I. von Waldburg verteidigt wird.

#### Ost- und Nordeuropa
- 10. August: Der Friede von Pljussa wird geschlossen. Der auf drei Jahre geschlossene Waffenstillstand beendet den Livländischen Krieg zwischen Russland und Schweden. Iwan IV. verzichtet auf Jam, Koporje und Iwangorod und erkennt Schweden den Besitz von Estland und Ingermanland zu.

#### Mittel- und Westeuropa

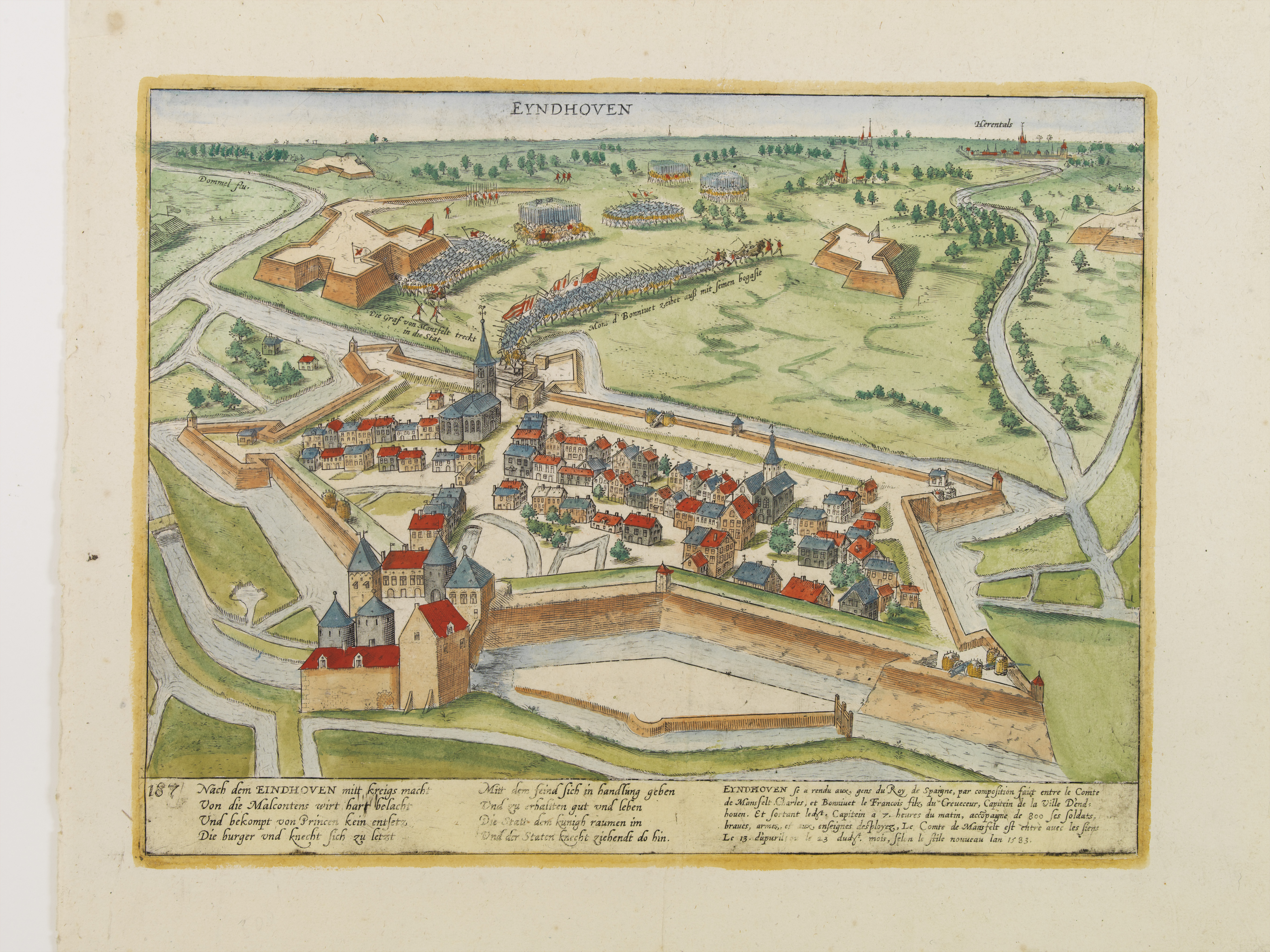
Eindhoven während der Belagerung (Frans Hogenberg)

- 7. Februar bis 23. April: Eindhoven wird im Achtzigjährigen Krieg von spanischen Truppen belagert, erobert und zerstört.
- 8. September: Im Merlauer Vertrag zwischen Landgraf Wilhelm IV. von Hessen-Kassel und dem neuen Mainzer Erzbischof Wolfgang von Dalberg einigen sich die beiden Seiten über schon lange schwelende Grenzkonflikte zwischen Kurmainz und der Landgrafschaft, wobei fast alle noch verbliebenen Mainzer Besitzungen in Nordhessen endgültig an die Landgrafschaft fallen, dafür jedoch Hessen-Kassel seine Ansprüche im Eichsfeld aufgibt. Alle während der Mainzer Stiftsfehde gemachten Pfandschaften kommen damit gegen eine weitere Zahlung von 40.000 Gulden endgültig an Hessen.

#### Britische Inseln
- Francis Walsingham deckt in England die katholische Throckmorton-Verschwörung gegen Königin Elisabeth I. auf, die das Ziel hat, Maria Stuart auf den Thron zu bringen. Francis Throckmorton wird verhaftet. Die Verschwörung führt zur Schaffung des Bond of Association, ein von Francis Walsingham und William Cecil, 1. Baron Burghley entworfenes Dokument, das alle Unterzeichner dazu verpflichtete, jeden, der versucht den Thron an sich zu reißen oder ein Attentat auf die Königin versucht oder erfolgreich begeht, zu exekutieren.
- Ende der Desmond-Rebellionen in Irland

#### Amerika
- 5. August: Das Königreich England erhält seine erste Kolonie. Die Inbesitznahme der gesamten Region für die englische Krone durch Sir Humphrey Gilbert macht das Gebiet um St. John’s in Neufundland für lange Zeit zur ältesten britischen Kolonie.

#### Asien
- Mai: Durch den Sieg in der Schlacht von Shizugatake gelingt es Toyotomi Hideyoshi, seine Vormachtstellung in Japan zu festigen und seinen Kontrahenten Shibata Katsuie auszuschalten.
- Die Burg Ōsaka wird fertiggestellt.

### Wirtschaft
- In Frankreich wird die Spielkartensteuer eingeführt.

### Wissenschaft und Technik
- 26. Januar: In Florenz wird die Gelehrtengesellschaft Accademia della Crusca gegründet, die älteste Sprachgesellschaft.
- Galileo erfindet das Pendel.

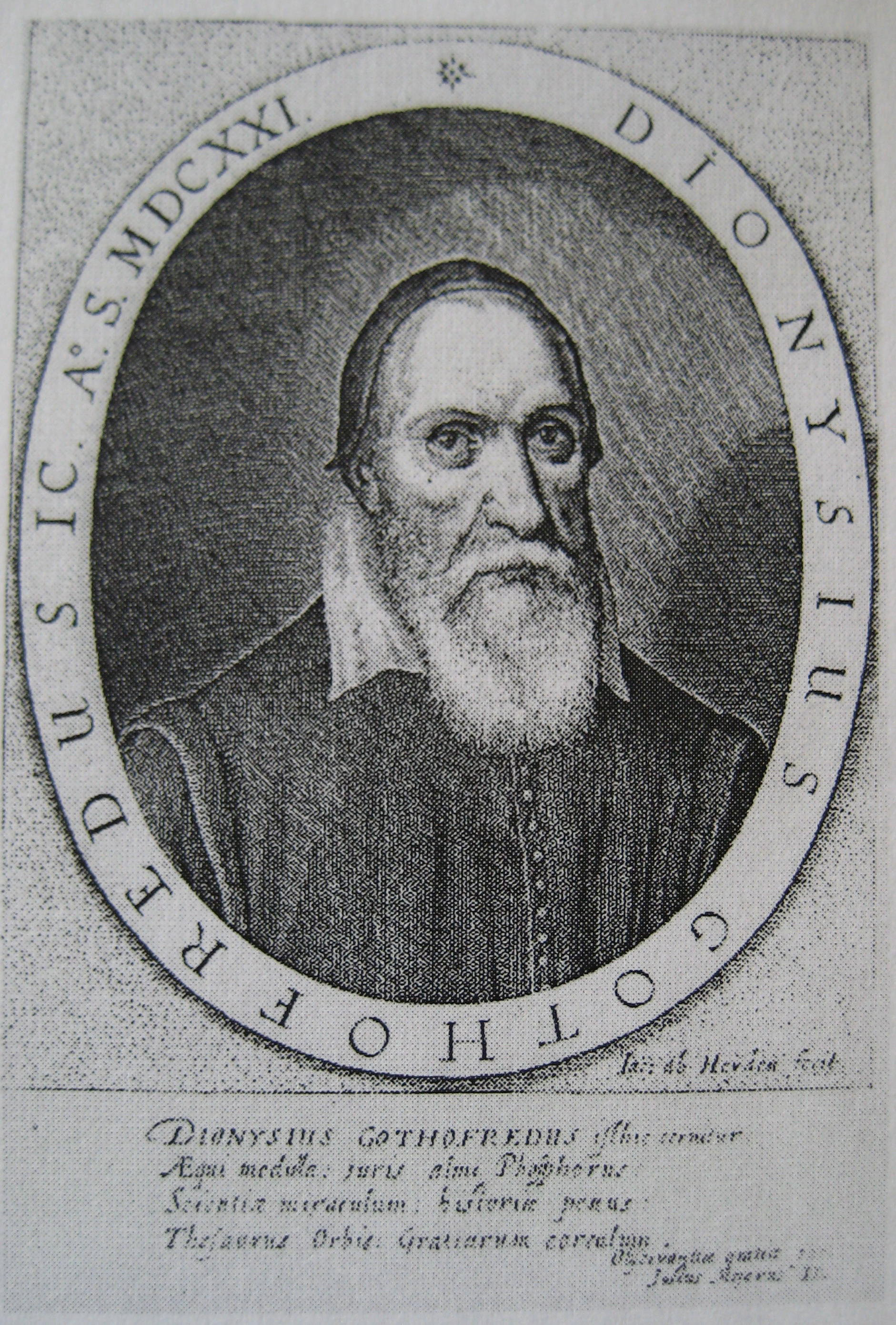
Dionysius Gothofredus

- Der französische Rechtswissenschaftler Dionysius Gothofredus verwendet in seinem Werk Corpus Iuris Civilis erstmals diesen Begriff und setzt ihn in Gegensatz zum Corpus Iuris Canonici.

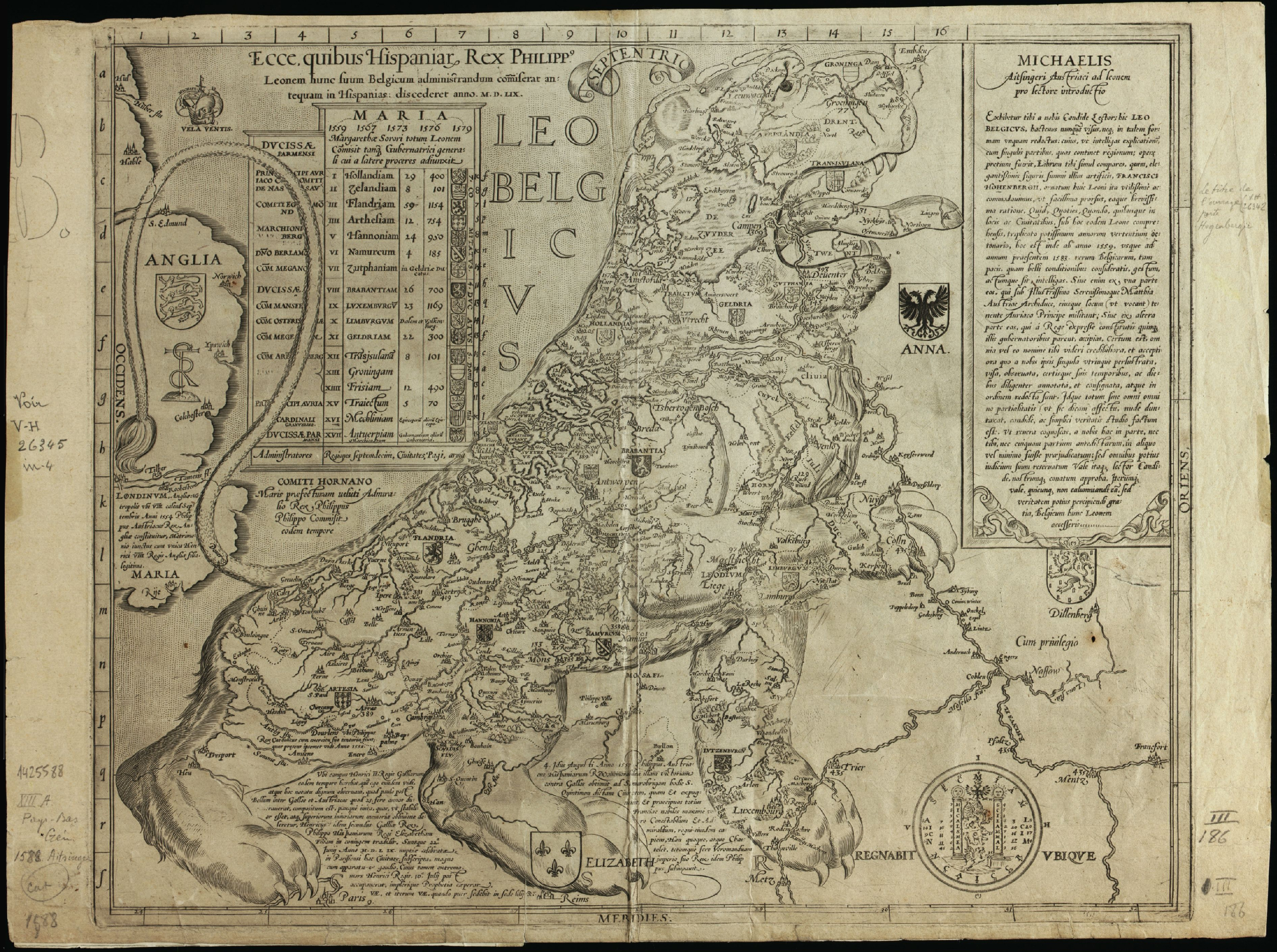
Hogenbergs Leo Belgicus

- Der österreichische Chronist Michael von Aitzing veröffentlicht in seinem Geschichtswerk De Leone Belgico den ersten Leo Belgicus, gestochen von Frans Hogenberg. Das Buch behandelt die niederländische Zeitgeschichte seit 1559 aus spanischer Sicht. Wie Aitzing im Vorwort ausführt, soll die Darstellung der Siebzehn Provinzen als Löwe die Macht und Stärke des um seine Unabhängigkeit ringenden Landes grafisch veranschaulichen.
- Der schottische König James VI. gründet die University of Edinburgh.

### Gesellschaft
- 27. September: Elisabeth Plainacher wird als einziges Opfer der Hexenverfolgung in Wien auf dem Scheiterhaufen verbrannt.

### Religion
- Ernst von Bayern wird Erzbischof von Köln.
- Das im Auftrag Papst Gregors XIII. von Kardinal Guglielmo Sirleto unter Mitarbeit insbesondere von Cesare Baronio zusammengestellte Martyrologium Romanum, ein Verzeichnis aller Heiligen und Seligen der römisch-katholischen Kirche,  wird fertiggestellt.
- Der Straßburger Kapitelstreit zwischen der katholischen und der protestantischen Partei um die Vorherrschaft im Domkapitel des Straßburger Münsters beginnt. Der Streit dauert bis ins Jahr 1604.
- Der Ausbund, das älteste Gesangbuch der Täuferbewegung, erscheint in einer zweiten, um 80 Lieder erweiterten Ausgabe.

## Geboren

### Geburtsdatum gesichert
- 09. Februar: Martin Röber, deutscher lutherischer Theologe († 1633)
- 19. Februar: Heinrich Vollers, deutscher Organist († 1656)
- 23. Februar: Jean-Baptiste Morin, französischer Mathematiker, Astronom und Astrologe († 1656)
- 21. März: Heinrich Wilhelm von Solms-Laubach, General im Dreißigjährigen Krieg († 1632)

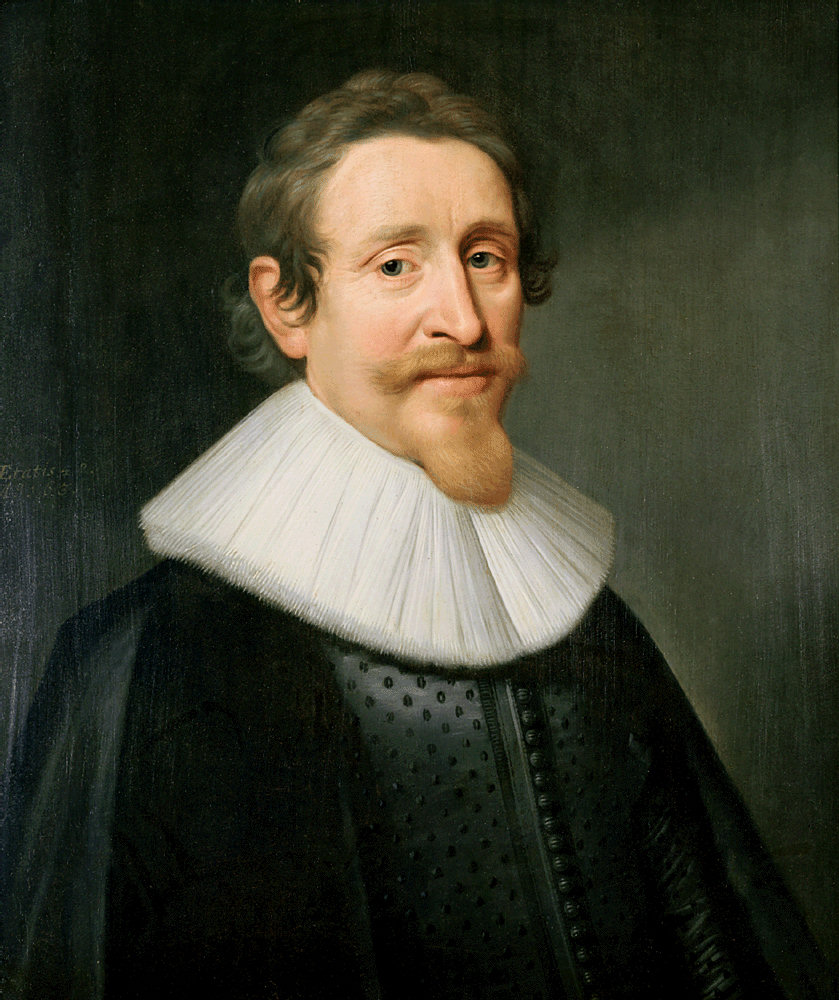
Hugo Grotius, 1631

- 10. April: Hugo Grotius, niederländischer Naturrechtsphilosoph († 1645)
- 23. April: Ernst von Brandenburg, Markgraf von Brandenburg († 1613)
- 23. April: Joachim von Brandenburg, Markgraf von Brandenburg († 1600)
- 16. Juni: Axel Oxenstierna, schwedischer Kanzler († 1654)
- 17. Juni: Wolfgang Siegel, kurfürstlich-sächsischer Bergamtverwalter († 1644)
- 20. Juni: Jakob De la Gardie, schwedischer Heerführer († 1652)
- 22. Juni: Joachim Ernst, Markgraf von Brandenburg-Ansbach († 1625)
- 27. Juni: Christoph von Dohna, Politiker und Gelehrter zur Zeit des Dreißigjährigen Krieges († 1637)
- 25. Juli: Jakob Löffler, württembergischer Kanzler und schwedischer Vizekanzler († 1638)
- 21. August: Eleonore von Preußen, Kurfürstin von Brandenburg († 1607)
- 26. August: Adam von Schwarzenberg, Herrenmeister der Ballei Brandenburg des Johanniterordens († 1641)
- 15. September: Klas Horn, schwedischer Reichsrat und Generalgouverneur von Schwedisch-Pommern († 1632)
- 16. September: Albrecht von Kolowrat-Liebsteinsky, böhmischer Vizekanzler († 1648)
- 19. September: Heinrich Abermann, deutscher Historiker († 1621)
- 23. September: Christian II., Fürst aus dem Hause Wettin (albertinische Linie) († 1611)
- 23. September: Philipp Adolf von Ehrenberg, Fürstbischof von Würzburg, Gegenreformator und Hexenverfolger († 1631)
- 00. September: Girolamo Frescobaldi, Komponist und Organist († 1643)

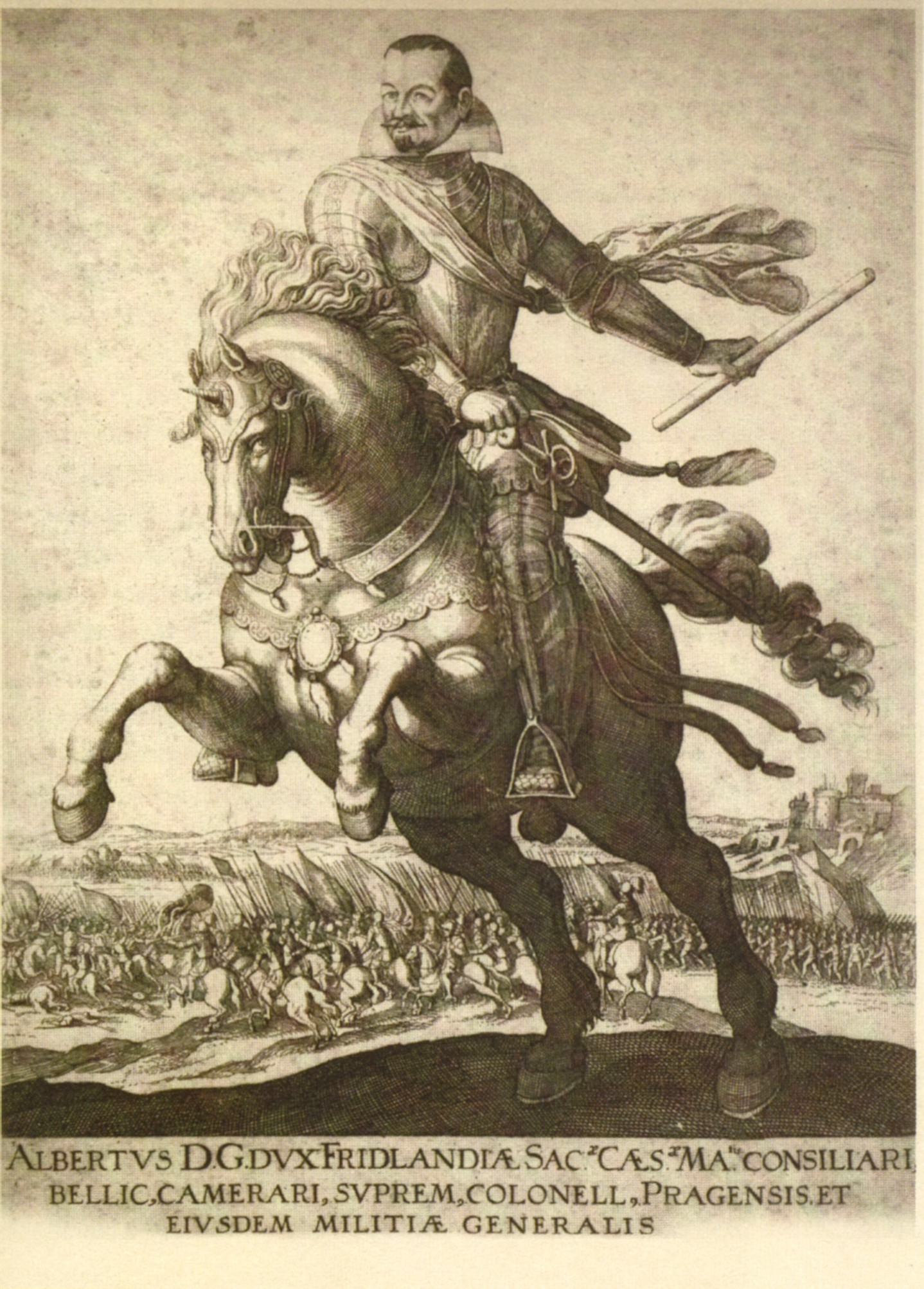
Wallenstein

- 24. September: Albrecht Wenzel Eusebius von Waldstein, bekannt als Albrecht von Wallenstein, böhmischer Feldherr und Politiker, Herzog von Friedland und Sagan, Herzog zu Mecklenburg, Fürst zu Wenden, Graf von Schwerin, Herr von Rostock, Herr von Stargard und als Generalissimus zweimal Oberbefehlshaber der kaiserlichen Armee im Dreißigjährigen Krieg († 1634 ermordet)
- 29. September: Johann VIII., Graf von Nassau-Siegen († 1638)
- 01. Oktober: Sebastian Beck, Schweizer evangelischer Geistlicher und Hochschullehrer († 1654)
- 11. Oktober: Henri de Luxembourg, duc de Piney, französischer Adeliger († 1616)
- 22. Oktober: Laurens Reael, niederländischer Admiral und Generalgouverneur der niederländischen Ostindien-Kompanie (VOC) in Südostasien († 1637)
- 10. November: Anton Günther, Reichsgraf von Oldenburg und Delmenhorst († 1667)

### Genaues Geburtsdatum unbekannt
- Paolo Agostini, italienischer Musiker († 1629)
- Hans Georg von Arnim-Boitzenburg, Feldherr und Politiker im Dreißigjährigen Krieg († 1641)
- Giambattista Basile, italienischer Dichter und Märchenverfasser († 1632)
- Hans Ulrich Fisch, auch Hans Ulrich I Fisch, Schweizer Glasmaler und Buchillustrator († 1647)
- Astolfo Petrazzi, italienischer Maler aus Siena († 1665)
- Jakub Kryštof Rybnický, böhmischer Komponist († 1639)

## Gestorben

### Erstes Halbjahr
- 15. Januar: Matthias Stoius, deutscher Mathematiker und Mediziner (* 1526)
- 22. Januar: Antoinette de Bourbon, erste Herzogin von Guise (* 1494)
- 25. Januar: Johannes Pistorius der Ältere (Niddanus), hessischer Reformator und Superintendent (* 1504)
- 14. Februar: Giovanni Pietro Albuzio, italienischer Mediziner und Hochschullehrer (* 1507)
- 14. Februar: Hans von Bartensleben, deutscher Adeliger, Glaubensschlichter, Gründer einer Armenstiftung (* 1512)
- 06. März: Nikolaus Cisnerus, deutscher Jurist und Humanist (* 1529)
- 06. März: Zacharias Ursinus, reformierter Theologe (* 1534)
- 09. März: Martín Enríquez de Almansa, spanischer Offizier und Vizekönig von Neuspanien und Peru (* um 1510)
- 18. März: Abelke Bleken, Opfer der Hexenprozesse in Hamburg
- 18. März: Magnus von Dänemark, Bischof von Ösel-Wiek, Kurland und Reval (* 1540)
- 25. März: Nikolaus Jagenteufel, deutscher lutherischer Theologe und Pädagoge (* 1526)
- 23. Mai: Günther XLI. von Schwarzburg-Arnstadt, deutscher Adliger (* 1529)
- 26. Mai: Esmé Stewart, 1. Duke of Lennox, schottischer Adeliger (* um 1542)
- 28. Mai: Lazarus von Schwendi, deutscher Diplomat, Staatsmann und General (* 1522)
- 01. Juni: George Carew, englischer Geistlicher (* 1497/98)
- 08. Juni: Mathijs Bril, niederländischer Maler (* 1547/50)
- 14. Juni: Shibata Katsuie, japanischer General (* 1522)
- 19. Juni: Lorenzo Suárez de Mendoza, spanischer Kolonialverwalter und Vizekönig von Neuspanien (* 1518)

### Zweites Halbjahr
- 06. Juli: Edmund Grindal, Erzbischof von Canterbury und York (* 1519)
- 08. Juli: Hermann Raphael Rodensteen, niederländischer Orgelbauer (* um 1525)
- 17. Juli: Mette Fliß, Opfer der Hexenverfolgung in Wernigerode
- 18. Juli: Johannes Thal, deutscher Arzt und Botaniker (* 1542)
- 19. Juli: Paul Dumerich, deutscher Pädagoge und Professor (* 1527)
- 25. Juli: Rodolfo Acquaviva, italienischer Jesuit und Missionar (* 1550)
- 25. Juli: Johannes Schildberger, Bürgermeister der bayerischen Stadt Dinkelsbühl
- 24. August: Hans Seeck, deutscher Bildhauer
- 27. August: Bohuslav Felix von Lobkowitz und Hassenstein, böhmischer Ständepolitiker (* 1517)
- 16. September: Katharina Jagiellonica, polnisch-litauische Prinzessin, Königin von Schweden (* 1526)
- 27. September: Elisabeth Plainacher, Opfer der Wiener Hexenverfolgung (* um 1513)
- 29. September: Lorenzo Costa il Giovane, italienischer Maler (* 1537)
- 000September: Stoldo Lorenzi, italienischer Bildhauer (* 1533/34)
- 22. Oktober: Ludwig VI., Pfalzgraf von Simmern und Kurfürst von der Pfalz (* 1539)
- 30. Oktober: Pirro Ligorio, italienischer Maler, Antiquar, Architekt und Gartenarchitekt (* 1514)
- 20. November: Philipp II., Landgraf von Hessen-Rheinfels (* 1541)
- 000November: Johannes Selner, Kreuzkantor in Dresden (* um 1525)
- 11. Dezember: Fadrique Álvarez de Toledo, 4. Herzog von Alba, spanischer Adeliger (* 1537)
- 27. Dezember: Georg Ernst von Henneberg, Graf von Henneberg-Schleusingen (* 1511)
- 29. Dezember: Zaccaria Dolfin, Kardinal und Apostolischer Nuntius am Kaiserhof in Wien (* 1527)
- 31. Dezember: Thomas Erastus, Schweizer reformierter Theologe (* 1524)

### Genaues Todesdatum unbekannt
- Noe Meurer, deutscher Rechtsgelehrter (* zwischen 1525 und 1528)
- Fernão Mendes Pinto, portugiesischer Entdecker und Schriftsteller (* 1509, 1510 oder 1514)